# Izak Goldfinger
Izak Goldfinger (ur. 4 maja 1925 w Tropiu, zm. 3 lutego 2014 w Tel Awiwie) – izraelski działacz społeczno-kulturalny pochodzący z Polski. Ambasador Nowego Sącza w Izraelu.

## Życiorys
Absolwent Szkoły im. Adama Mickiewicza w Nowym Sączu. W 1941 roku wraz z rodziną został przesiedlony do getta w Nowym Sączu. W listopadzie 1943 roku został przewieziony do obozu Auschwitz-Birkenau. Później trafiał do niemieckich obozów koncentracyjnych w Gunskirchen, Mauthausen-Gusen. Więzień obozu Auschwitz-Birkenau o numerze 161154. Suma tych cyfr daje 18, co w języku hebrajskim oznacza słowo: „życie”. Po II wojnie światowej wyemigrował do Izraela, gdzie zaczął pracować i żyć w kibucu. Studiował ekonomię, księgowość i dziennikarstwo. Był przewodniczącym Ziomkostwa Sądeczan w Izraelu. Inicjator Umowy partnerskiej między Nowym Sączem, a Netanją.
Ambasador międzynarodowej organizacji „Helping Hand Coalition” („Koalicja Pomocna Dłoń”), prowadzącej działania na rzecz ocalonym z Holocaustu.

Izak Goldfinger został pochowany 4 lutego na cmentarzu w Tel Awiwie.

### Filmografia
- film dokumentalny „Izak Goldfinger” – scenariusz i reżyseria Luke Gasiorowski.

## Odznaczenia
- Order Zasługi Rzeczypospolitej Polskiej (1995)[5]
- Krzyż Oświęcimski